# Równina Amursko-Zejska
Równina Amursko-Zejska (ros. Амурско-Зейское плато, Amursko-Ziejskoje płato; Амурско-Зейская равнина, Amursko-Ziejskaja rawnina) – równina w azjatyckiej części Rosji, w obwodzie amurskim, między Amurem na zachodzie a Zeją i jej dopływem Selemdżą na wschodzie. Wznosi się średnio na wysokość 300 m n.p.m., najwyższe wzniesienie sięga 904 m n.p.m. Rzeźba terenu ma charakter falisty i pagórkowaty. Równina zbudowana jest ze skał krystalicznych pokrytych warstwami piasków i glin. Występują liczne bagna. Dominują lasy sosnowe i modrzewiowe, a także gaje brzozowe.
Część równiny zajmuje Rezerwat przyrody „Norskij”.